# Geuzen
Geuzen (dal francese Les Gueux, cioè "i pezzenti") era il nome assunto dalla confederazione di nobili calvinisti olandesi e altri scontenti che nel 1566 si rivoltarono contro il governo spagnolo nei Paesi Bassi. Il gruppo di geuzen che ebbe maggior successo operava sul mare e così furono chiamati Watergeuzen ("pezzenti di mare"). Durante la Guerra degli ottant'anni, la presa di Brielle da parte dei Watergeuzen nel 1572 fu il primo passo nella conquista del paese da parte dei ribelli, che in seguito avrebbero conquistato i Paesi Bassi settentrionali e raggiunto l'indipendenza con la fondazione della Repubblica delle Sette Province Unite.

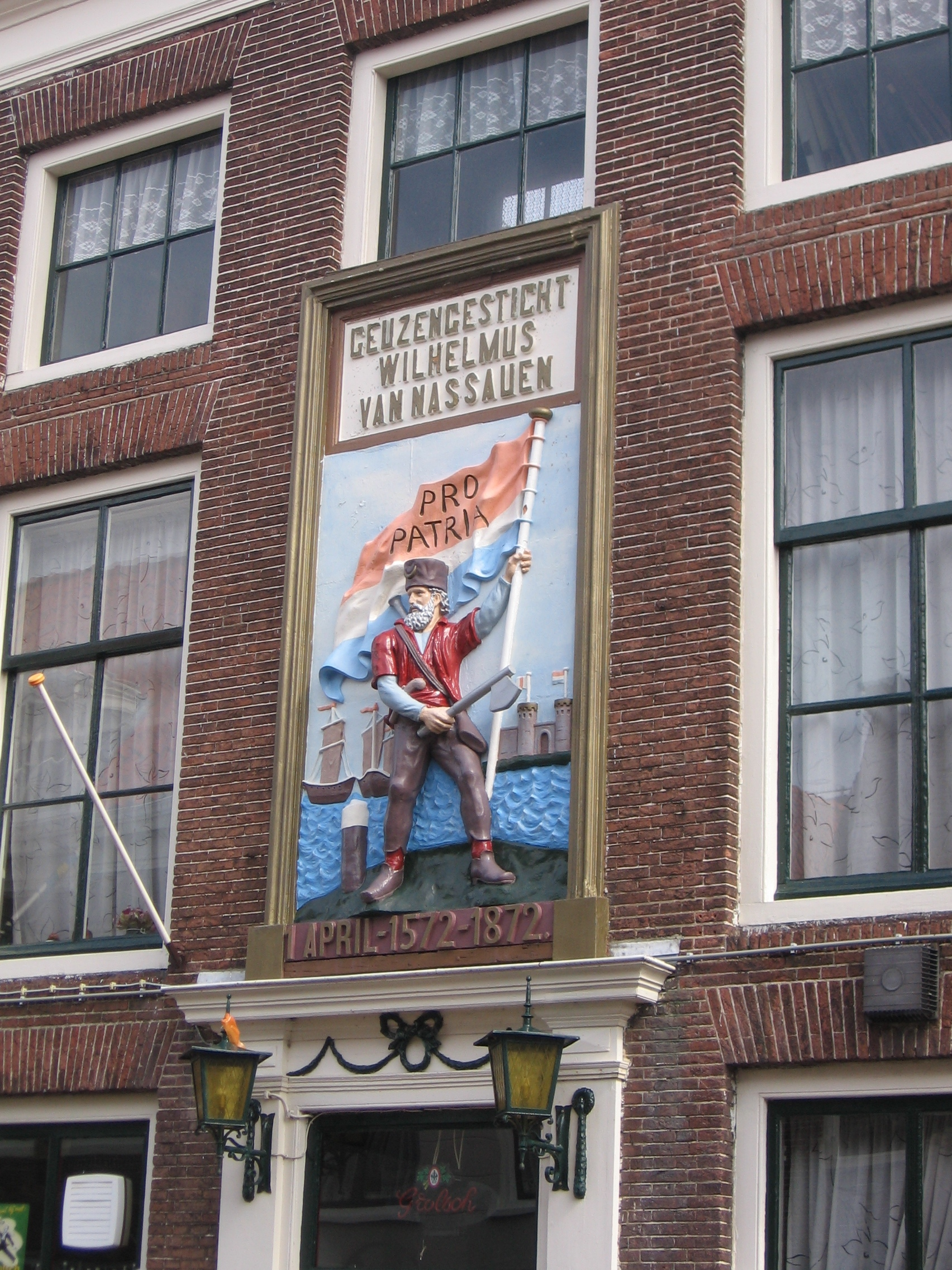
Facciata di un edificio a Brielle.

## Origine del nome

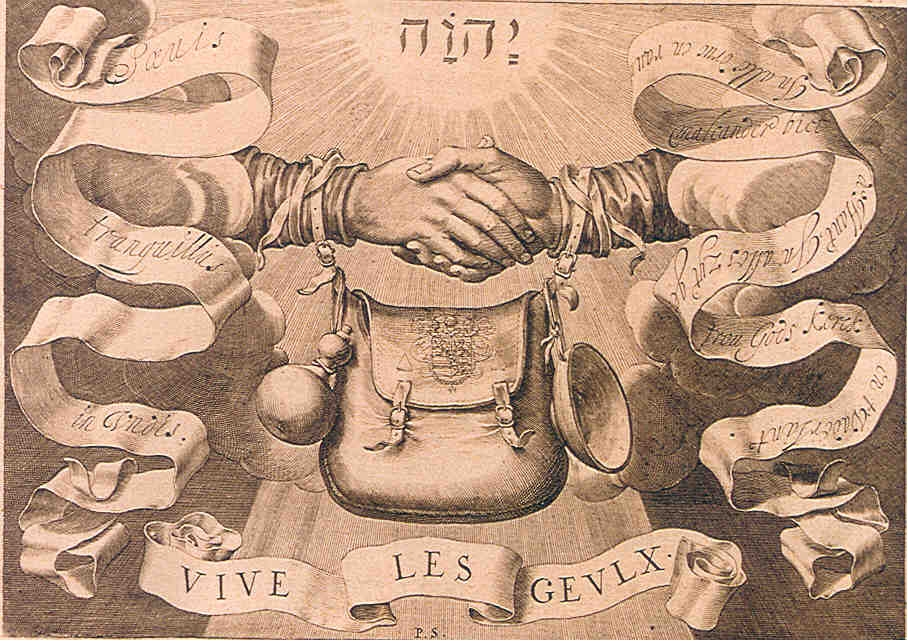
Emblema tradizionale dei geuzen.

I leader dei nobili, il conte Luigi di Nassau e il conte Enrico di Bréderode, firmarono un solenne patto di alleanza, noto come il Compromesso di Breda, con il quale si impegnavano a difendere i diritti e le libertà dei Paesi Bassi contro il dispotismo civile e religioso di Filippo II di Spagna. Il 5 aprile 1566 i confederati ottennero il permesso di presentare una lista di lamentele, chiamata la Richiesta, alla governatrice Margherita d'Austria. Circa 250 nobili marciarono fino al palazzo accompagnati da Luigi di Nassau ed Enrico Di Bréderode. La governatrice si allarmò alla vista di una tale folla di gente, ma uno dei suoi consiglieri, Berlaymont, fu udito esclamare: «Ma come, sua altezza ha paura di questi pezzenti (ces gueux)?».
L'appellativo non fu dimenticato. Tre giorni dopo, alla grande festa tenuta da circa 300 confederati all'Hotel Culemburg, in un discorso Bréderode dichiarò che se necessario erano tutti pronti a diventare pezzenti per la causa del paese. Da quel momento il nome diventò un titolo partitico. Il partito dei patrioti adottò gli emblemi della mendicità, la bisaccia e la ciotola, come ornamenti da mettere sul cappello e sui vestiti, e fu coniata una medaglia che recava su un lato la testa di Filippo II, sull'altro due mani che si stringono con il motto Fidèle au roy, jusqu'à porter la besace ("Fedeli al re fino a portare la bisaccia").
La lega originaria dei pezzenti ebbe vita breve, schiacciata dal duca d'Alba, ma i suoi principî sopravvissero e alla fine trionfarono.

## I pezzenti del mare

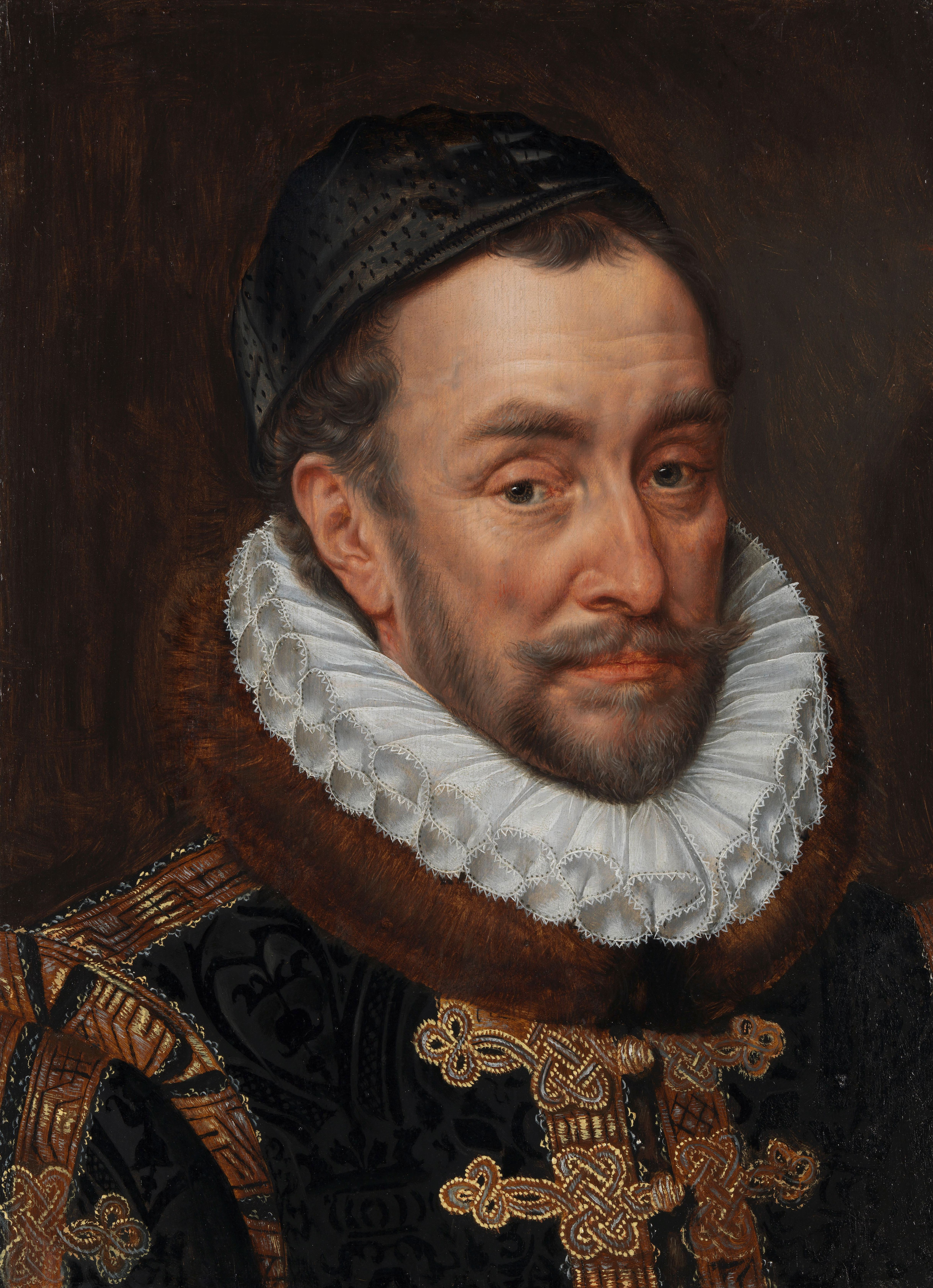
Guglielmo I d'Orange

Nell'anno 1569, Guglielmo I d'Orange, che ormai si era messo apertamente alla guida del partito della rivolta, emise lettere di corsa a un certo numero di vascelli i cui equipaggi erano formati da banditi di varie nazionalità. Questi feroci corsari guidati da una serie di spregiudicati e sprezzanti del pericolo, il più famoso dei quali è Guglielmo II di La Marck, furono chiamati Pezzenti del mare, Gueux de mer in francese, o Watergeuzen in olandese. All'inizio i corsari si accontentavano di depredare per mare e per terra e di portare il loro bottino nei porti inglesi dove potevano riparare le navi e riempire le stive.
Questa situazione continuò fino al 1572, quando all'improvviso la regina Elisabetta I d'Inghilterra rifiutò di farli entrare nei suoi porti. Non avendo più un rifugio, il 1º aprile 1572 i Pezzenti del mare, disperati, attaccarono Brielle, che colsero di sorpresa in assenza della guarnigione spagnola. Incoraggiati dal loro insperato successo, veleggiarono verso Flessinga, anch'essa presa con un colpo di mano. La presa di queste due città diede il segnale di una rivolta generale dei Paesi Bassi ed è considerata il vero inizio dell'indipendenza olandese.
Nel 1573 i Pezzenti del mare sconfissero uno squadrone spagnolo al comando dell'Ammiraglio Bossu al largo del porto di Hoorn, nel golfo di Zuidersee. Unendosi alla popolazione locale, i corsari suscitarono una rivolta contro il "duca di ferro": una città dopo l'altra si ribellò e la resistenza si diffuse verso il sud.
Alcuni degli antenati dei grandi eroi navali olandesi cominciarono la loro carriera navale come Pezzenti del mare, ad esempio Evert Heindricxzen, il nonno di Cornelis Evertsen il Vecchio.

## Persecuzioni anti-cattoliche

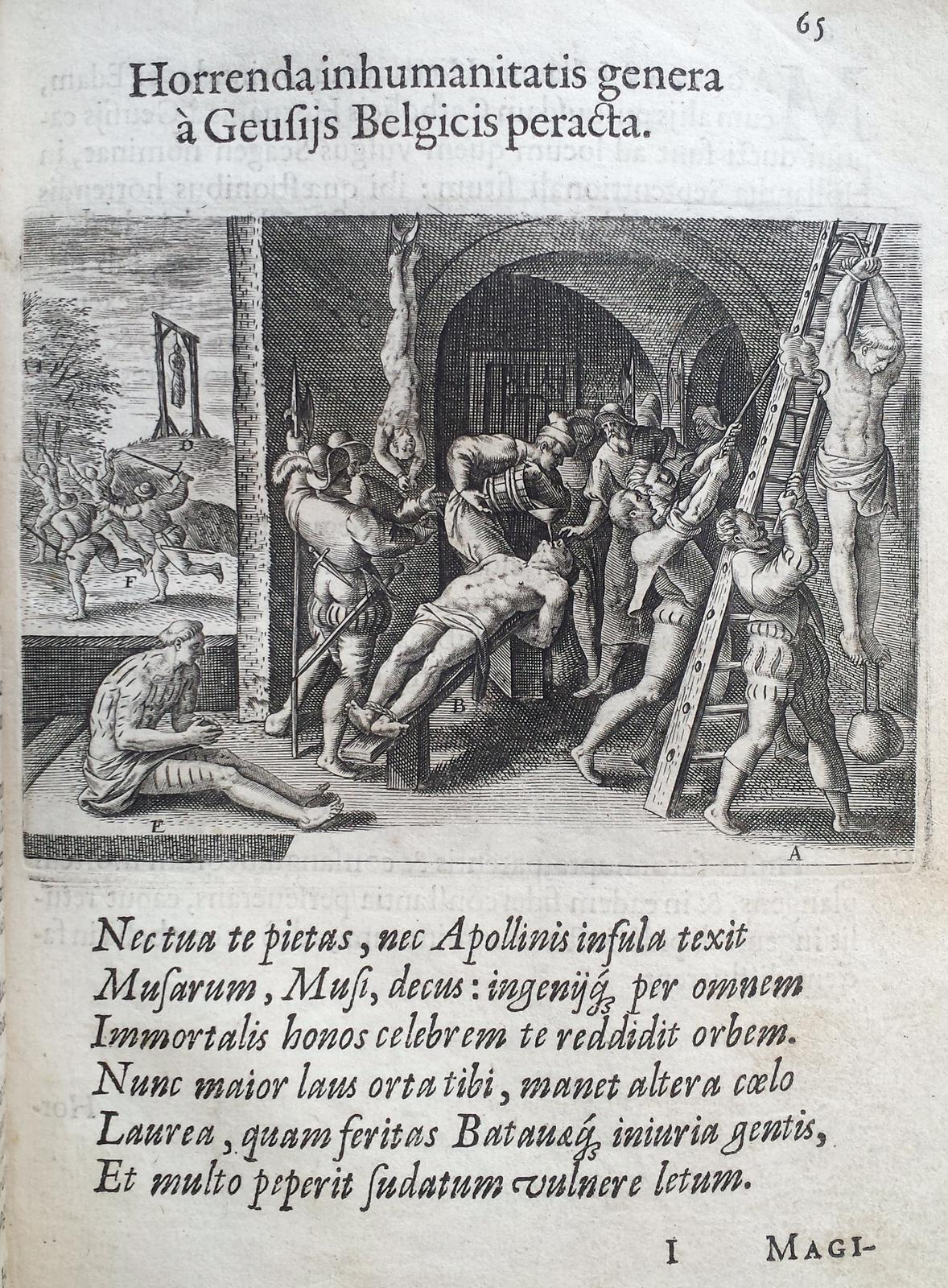
I crimini dei Geuzen nei Paesi Bassi; al centro un monaco subisce la tortura dell'acqua mentre è legato a un cavalletto; alla sua sinistra un monaco è appeso a testa in giù; a destra è appeso un monaco con dei pesi legati ai piedi; all'estrema sinistra giace un monaco coperto di ferite; sullo sfondo dei soldati danno la caccia ad altri monaci; un monaco è impiccato sulla collina sullo sfondo; illustrazione di un'edizione del Theatrum crudelitatum Haereticorum nostri temporis di Richard Verstegen (1588).

I Geuzen si resero responsabili di gravi atti di intolleranza nei confronti della popolazione cattolica; furono vittime del loro fanatismo i martiri di Alkmaar, i martiri di Roermond e i martiri di Gorcum, canonizzati ufficialmente il 29 giugno 1867 da Pio IX.